# Chikage Tanaka
Pour les articles homonymes, voir Tanaka.
Chikage Tanaka (田中 千景, Tanaka Chikage), née le 23 juin 1973, est une patineuse de vitesse sur piste courte japonaise.

## Biographie
Elle participe aux Jeux olympiques de 1998, 2002 et 2006.